# Vicente Enrique y Tarancón
Vicente Enrique y Tarancon (ur. 14 maja 1907 w Burrianie, diecezja Tortosa, zm. 28 listopada 1994 w Walencji) – hiszpański duchowny katolicki, arcybiskup Oviedo, potem Toledo (prymas) i Madrytu, kardynał.

## Życiorys
Studiował w seminarium w Tortosie oraz w Pontyfikalnym Seminarium w Walencji. Przyjął święcenia kapłańskie 1 listopada 1929 w Tortosie. W diecezji Tortosa podjął pracę duszpasterską, współdziałał także z Akcją Katolicką w Madrycie. 25 listopada 1945 został mianowany biskupem Solsony i otrzymał sakrę biskupią 24 marca 1946.
Brał udział w obradach Soboru Watykańskiego II (1962–1965). W kwietniu 1964 został promowany na arcybiskupa Oviedo, a w styczniu 1969 przeniesiony na stolicę arcybiskupią i prymasowską Toledo. 28 kwietnia 1969 papież Paweł VI wyniósł go do godności kardynalskiej, nadając tytuł S. Giovanni Crisostomo a Montesacro Alto. Wielokrotnie uczestniczył w sesjach Światowego Synodu Biskupów w Watykanie (1969, 1971, 1974, 1977, 1980). Od maja 1971 sprawował funkcję administratora archidiecezji Madryt-Alcala, od grudnia 1971 – arcybiskupa tej archidiecezji. Przeszedł w stan spoczynku w kwietniu 1983.
Brał udział w obu konklawe 1978, w pracach I sesji Kolegium Kardynalskiego w Watykanie (1979). W latach 1971–1974 był członkiem sekretariatu generalnego Światowego Synodu Biskupów. Członek Królewskiej Akademii Języka Hiszpańskiego.
Po ukończeniu 80. roku życia (1987) utracił prawo udziału w konklawe. Został pochowany w kościele San Isidoro w Madrycie.